# Elohim City
Elohim City ist eine geschlossene Siedlung der Christian-Identity-Bewegung nahe Oklahoma City im Adair County, Oklahoma. Die Siedlung wurde von dem Prediger Robert G. Millar 1973 gegründet und wird heute von seinem Sohn David Millar geleitet.
Die Bezeichnung „Elohim“ stammt aus dem Hebräischen und bedeutet in Verbindung mit dem englischen „City“ für Stadt so viel wie „Gottes Stadt“ bzw. „Stadt Gottes“.

## Geographie
Elohim City liegt nahe der Grenze zum Bundesstaat Arkansas im Hochland des Ozark-Plateaus. Die nächste größere Stadt ist das 56 Kilometer entfernte Fort Smith in Arkansas.

## Gemeindegründer Robert G. Millar
Robert G. Millar kaufte 1973 über 120 Hektar Land in dem abgelegenen Gebiet nahe der Grenze zu Arkansas und gründete Elohim City. 1997 schätzte die Los Angeles Times Robert G. Millar als einen der wichtigsten Führer der religiös-rechtsextremen Christian-Identity-Bewegung ein. Laut einem ehemaligen Aktivisten der Organisation The Covenant, The Sword, and the Arm of the Lord (CSA) (deutsch: Der Bund, das Schwert und der Arm des Herrn), schrieben ihm einige Mitglieder der Bewegung sogar spirituelle Kräfte zu.
Miller migrierte in den 1950er Jahren von Kitchener, Ontario (Kanada) in die USA. Er habe von Gott damals die Anweisung bekommen, er solle in einen Staat namens Oklahoma gehen, sagte er Associated Press. Nachdem er zunächst in Oklahoma City gelebt hatte, arbeitete er in einem christlichen Camp. 1973 kam er nach Oklahoma zurück und gründete Elohim City.
Als Gefängnisseelsorger lernte Robert G. Millar James Ellison kennen. Millar wurde Ellisons geistiger Führer. Nach seiner Entlassung zog Ellison zunächst nach Elohim City und heiratete Robert Millars Enkelin. Später gründete James Ellison die Organisation The Covenant, The Sword, and the Arm of the Lord. Viele CSA-Mitglieder ließen sich in dem Gründungsort Elijah nieder und bildeten ebenfalls eine Gemeinschaft der Identity-Bewegung.

## Entwicklung
Die Entwicklung von Elohim City ist seit der Gründung stark an die Familie Millar gebunden. Viele Bewohner sind mit der Familie des Gründers Robert Millar verwandt.
Nach dem Bombenanschlag auf das Murrah Federal Building in Oklahoma City 1995 wurden auch öffentlich Verbindungen des Hauptattentäters Timothy McVeigh zu Elohim City hergestellt. Dies führte zu einer angespannten Stimmung bei den Bewohnern und Kritikern der Siedlung. Es kursierten Gerüchte, dass Bundesbehörden eine Razzia vorbereiteten und die Bewohner von Elohim City ihre Waffen auf überfliegende Flugzeuge richten würden. Anfang der 1990er Jahre lebte die Agentin des ATF Carol Howe in der Gemeinschaft; sie sagte später zu den Verbindungen Elohim Citys zum Oklahoma City Bombing aus.
Nach dem Tod von Robert G. Millar im Mai 2001 übernahm sein Sohn David Millar das Pastorenamt und die Führung der Siedlung.
Das Southern Poverty Law Center beobachtete die Entwicklung in Elohim City in seinem „Klanwatch“-Projekt.
Der Sheriff von Adair County Austin Young sagte den Autoren Lee Roy Chapman und Joshua Kline über die Bewohner von Elohim in den 2010er Jahren: „Sie sind nicht gewalttätig, nicht widerständig, nicht, wie die Medien sie darstellen.“

## Verbindungen zum Extremismus
Die Gruppe in Elohim City wird immer wieder mit dem religiösen und politischen Rechtsextremismus in den USA in Verbindung gebracht.
Robert G. Millar pflegte Kontakte zu einer Reihe von Gruppen der Christian-Identity-Bewegung, wie zum aufgelösten „The Covenant, The Sword and The Arm of the Lord“ von James Ellison. Das Anwesen der Ellison-Gruppe wurde am 10. April 1985 in einer ATF Aktion gestürmt und Elliot verhaftet. Millar behauptete, dass Israel mittels des Mossad in Elliots Verhaftung verwickelt gewesen sei.
Robert G. Millar war eng vernetzt mit einer Reihe von Führungspersönlichkeiten der extremen Rechten und spielte selbst eine wichtige Rolle in der Identitären-Bewegung. Er war eng verbunden mit Mark Thomas, früherer Führer der Aryan Nation in Pennsylvania. Mit den Identity-Predigern und Vertretern einer gewaltsamen Weißen Vorherrschaft (violent white supremacists) Cheyne und Chevie Kehoe war er ebenfalls befreundet.
Ab Mitte der 1980er Jahre fanden Mitglieder der kriminellen Gang Aryan Republican Army in Elohim City Unterschlupf.
Um 1990 kam der deutsche Andreas Strassmeir nach Elohim City und lebte dort bis 1995. Strassmeir arbeitete nach eigenen Angaben als „Sicherheitschef“ in der Siedlung. Seine Hauptaufgabe sei es gewesen, die Gemeinde vor dem Einsickern von Provokateuren zu schützen, sagte er dem Spiegel in einem Interview 1997. Die Gemeinschaft hätte Angst vor amerikanischen Bundesbehörden gehabt, „die Andersgläubige und Freiheitsliebende unterdrücken“ wollten. Unklar sind die Verbindungen zu dem Attentäter des Oklahoma City Bombings von 1995. Der Hauptattentäter Timothy McVeigh hatte Kontakt zu S. und zur Gemeinschaft von Elohim City.

## Einwohner
Einwohner Elohim Citys, die später Schlagzeilen machten, waren:
- James Ellison, Anführer der Organisation The Covenant, The Sword, and the Arm of the Lord[11]
- Carol Howe, Informantin des ATF[12][13]
- Chevie Kehoe, ein Anhänger der White Supremacy -Ideologie und verurteilter Mörder[14]
- Dennis Mahon, ein ehemaliger Imperial Dragon im Ku-Klux-Klan von Oklahoma und ein Organisator der White Aryan Resistance[15]
- Andreas Strassmeir, deutscher Einwanderer, Chef der Elohim City Security[16]